# ハスキー・エナジー

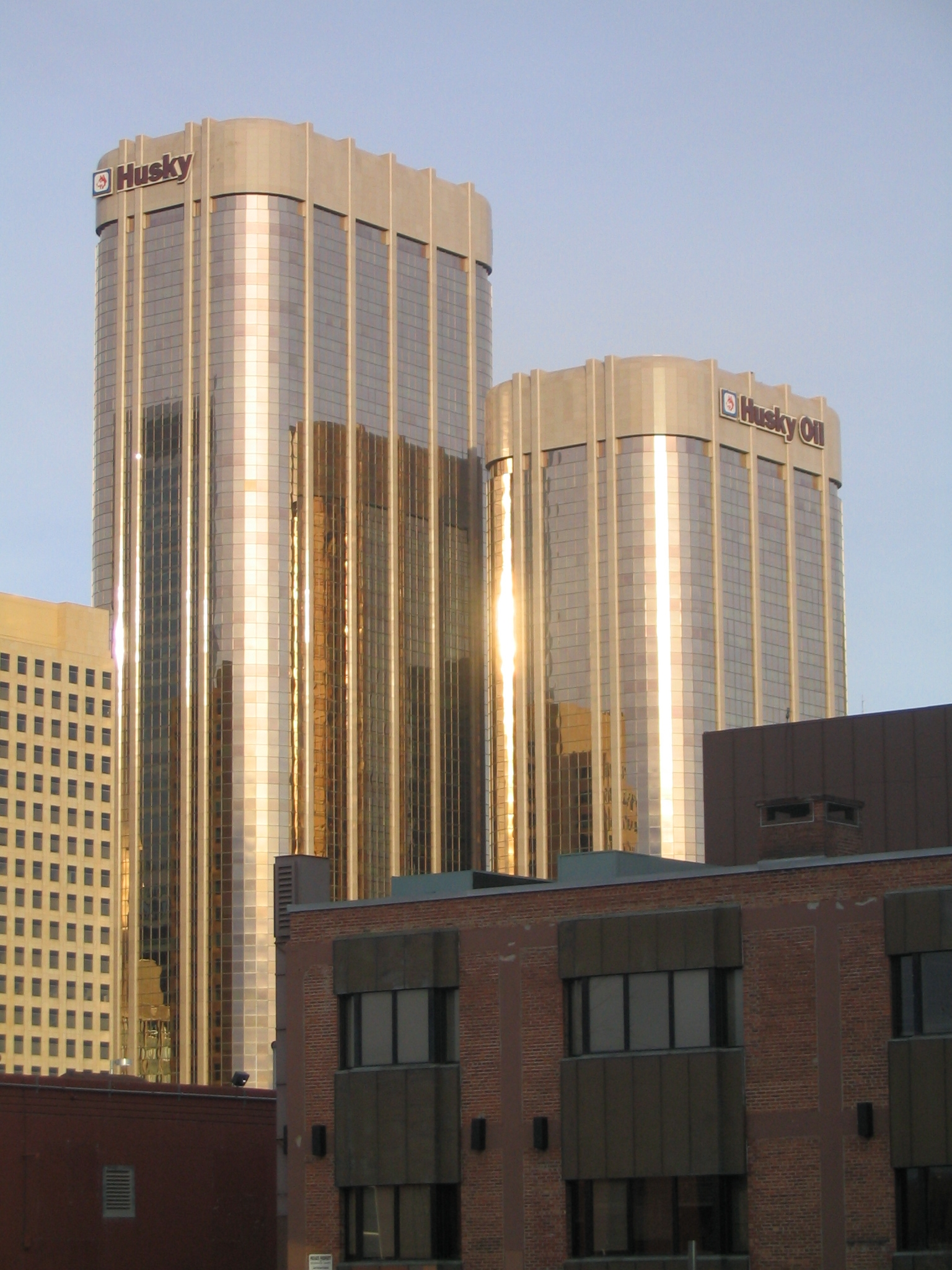
カルガリーにおけるハスキー・エナジー本社

ハスキー・エナジー（英語：Husky Energy Inc.）は、カナダアルバータ州カルガリーを本社として石油と天然ガス大型会社である。カナダをはじめ世界で原油と天然ガスの探査、開発、生産など業務に従事している。香港を本社としてコングロマリットハチソン・ワンポアの子会社の一つ。

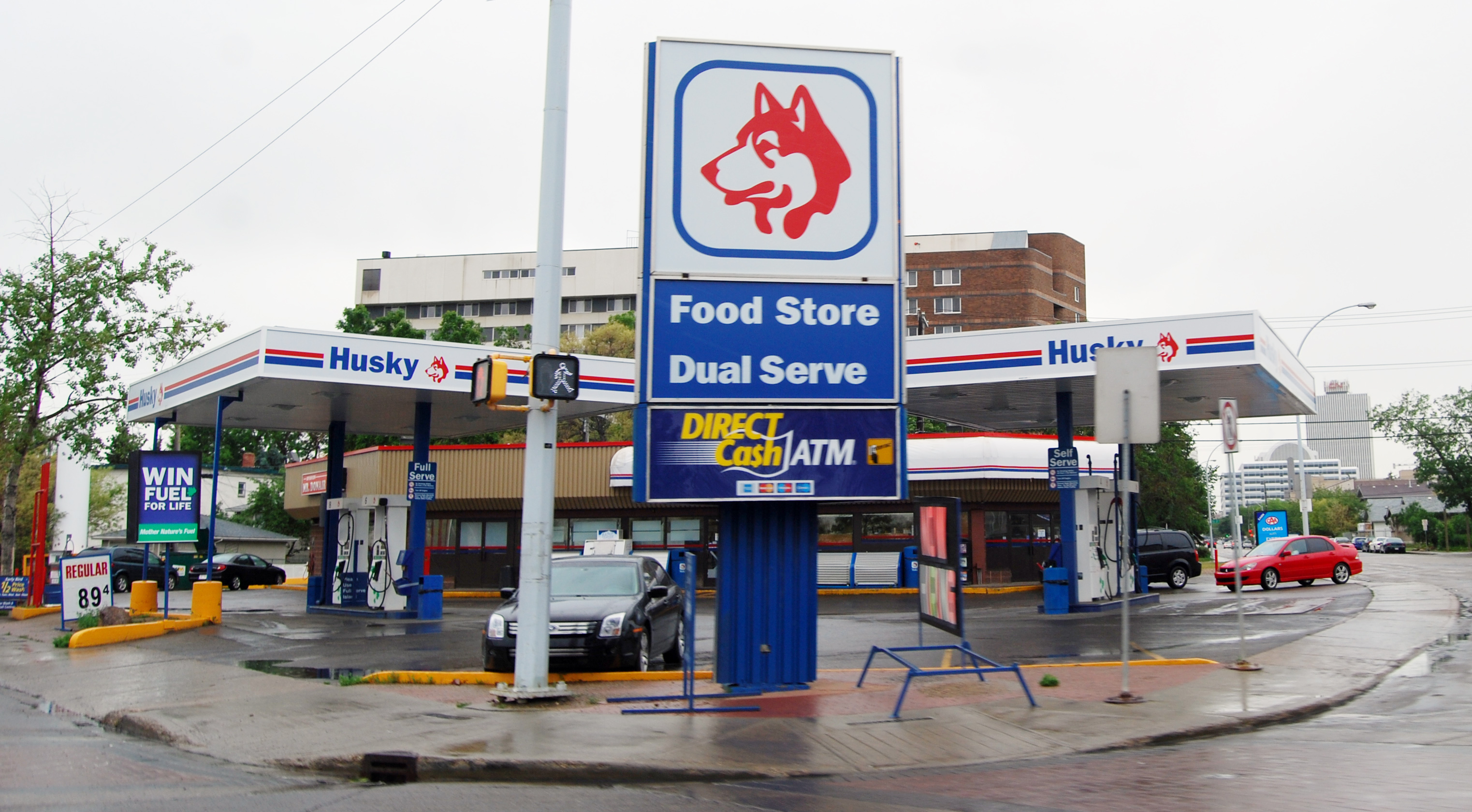
アルバータ州エドモントンにおけるハスキーのガソリンスタンド

2008年、中国海洋石油は1億2500万ドルでハスキー・エナジーの子会社の株式50パーセントを取得した。翌年、ハスキー・エナジーは南シナ海で新たな大型ガス田を発見した。